# Jean Cabanis
Jean Louis Cabanis (ur. 8 marca 1816, zm. 20 lutego 1906) – niemiecki ornitolog.

## Życiorys
Urodził się w Berlinie. Pochodził ze starej, wygnanej z Francji hugenockiej rodziny, która osiedliła się w Marchii Brandenburskiej za czasów Wielkiego Elektora. Studiował na Uniwersytecie Humboldta w latach 1835–1839. Po ukończeniu nauki wyruszył w podróż do Ameryki Północnej, z której wrócił w 1841 roku z pokaźnych rozmiarów kolekcją okazów. Został asystentem, a następnie dyrektorem Muzeum Historii Naturalnej w Berlinie, które to stanowisko przejął od Martina Lichtensteina. Ufundował Journal für Ornithologie w 1853, będąc jego edytorem przez następne 41 lat, które przekazał swojemu przybranemu synowi Antonowi Reichenowi.
Jego imieniem został nazwany szereg gatunków ptaków, wliczając w to: Emberiza cabanisi, Synallaxis cabanisi, Tanagra cabanisi, Phyllastrephus cabanisi, Melozone cabanisi.